# Lambres
Lambres ist eine französische Gemeinde mit 1066 Einwohnern (Stand 1. Januar 2022) im Département Pas-de-Calais in der Region Hauts-de-France. Sie gehört zum Arrondissement Béthune und zum Gemeindeverband Béthune-Bruay, Artois-Lys Romane.

## Lage
Die Gemeinde Lambres liegt an der Laquette auf halbem Weg zwischen den Städten Saint-Omer und Béthune, 16 Kilometer südwestlich von Hazebrouck. Nachbargemeinden von Lambres sind Aire-sur-la-Lys im Norden, Isbergues im Nordosten, Mazinghem im Süden, Rombly im Südwesten sowie Mametz im Nordwesten. Das Gemeindegebiet umfasst 437 Hektar, die mittlere Höhe beträgt 34 Meter über dem Meeresspiegel, die Mairie steht auf einer Höhe von 25 Metern.
Lambres ist einer Klimazone des Typs Cfb (nach Köppen und Geiger) zugeordnet: Warmgemäßigtes Regenklima (C), vollfeucht (f), wärmster Monat unter 22 °C, mindestens vier Monate über 10 °C (b). Es herrscht Seeklima mit gemäßigtem Sommer.

## Geschichte
Historische Bedeutung erhielt das Dorf im Jahr 575, als Chilperich I. den austrasischen König Sigibert I. dort beerdigte. Später wurde Sigiberts Leichnam in die Abteikirche Saint-Médard in Soissons gebracht.

### Bevölkerungsentwicklung
| Jahr                       | 1962 | 1968 | 1975 | 1982 | 1990 | 1999 | 2006 | 2012 | 2022 |
| -------------------------- | ---- | ---- | ---- | ---- | ---- | ---- | ---- | ---- | ---- |
| Einwohner                  | 816  | 884  | 892  | 1013 | 1042 | 937  | 1028 | 1056 | 1066 |
| Quellen: Cassini und INSEE |      |      |      |      |      |      |      |      |      |

## Kultur und Sehenswürdigkeiten
Die gotische Kirche Saint-Lambert stammt aus dem 15. Jahrhundert. Der Glockenturm wurde im 17. Jahrhundert erbaut. Die Kirche ist seit 1913 als Monument historique (historisches Denkmal) klassifiziert. In der Kirche befindet sich eine Glocke, die 1782 von F. Vilotte, Garnier und Drouot gegossen wurde, sowie ein Taufbecken von 1593 und hölzerne Wandvertäfelung und Kanzel aus der ersten Hälfte des 18. Jahrhunderts.
Die ehemalige Brauerei Morel (später Stoven bzw. Danvin) wurde 1834 erbaut. 1927 wurden 9000 Hektoliter Bier hergestellt und in Flaschen abgefüllt. Während des Zweiten Weltkriegs wurde die Fabrikation eingestellt.

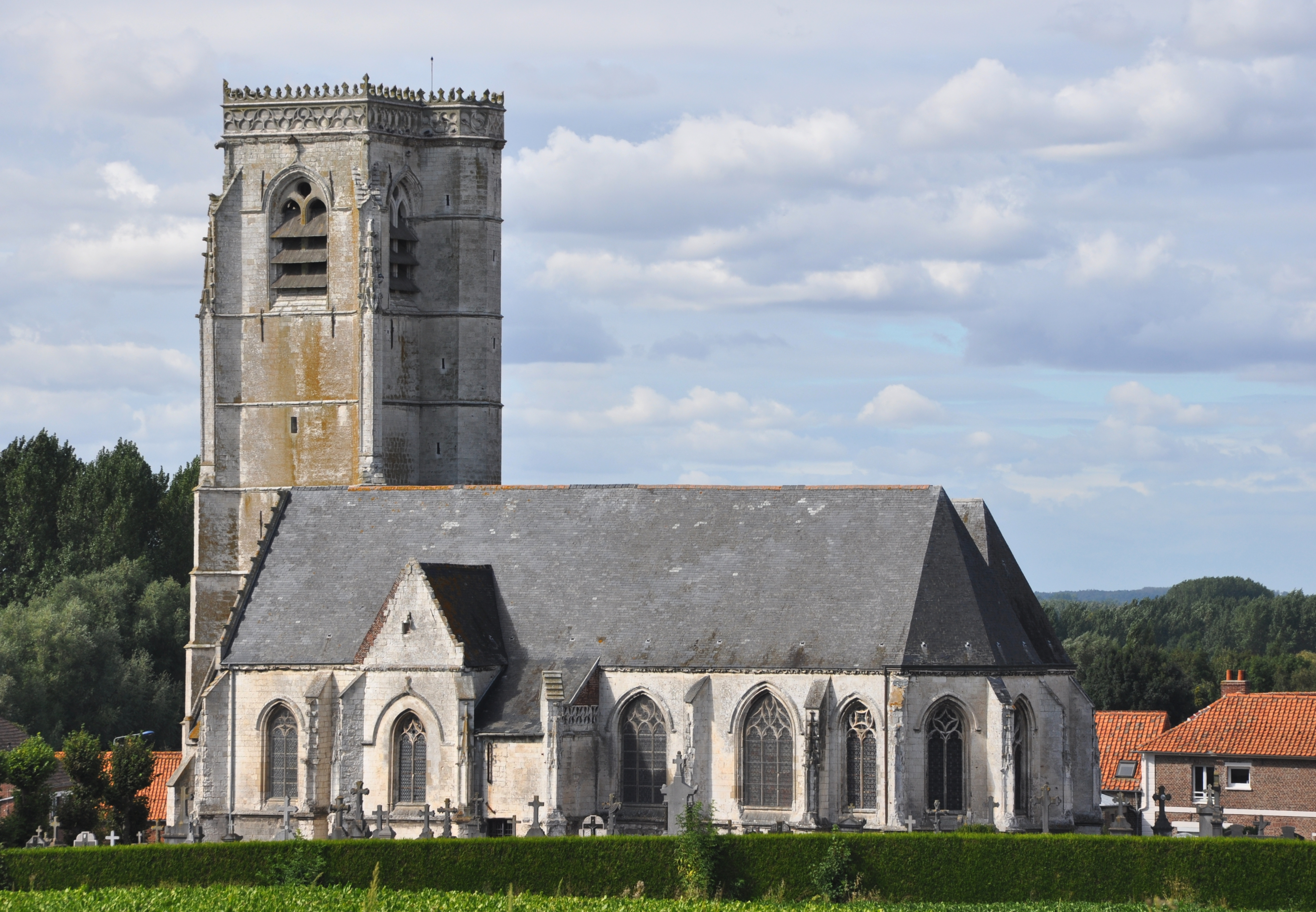
Kirche Saint-Lambert
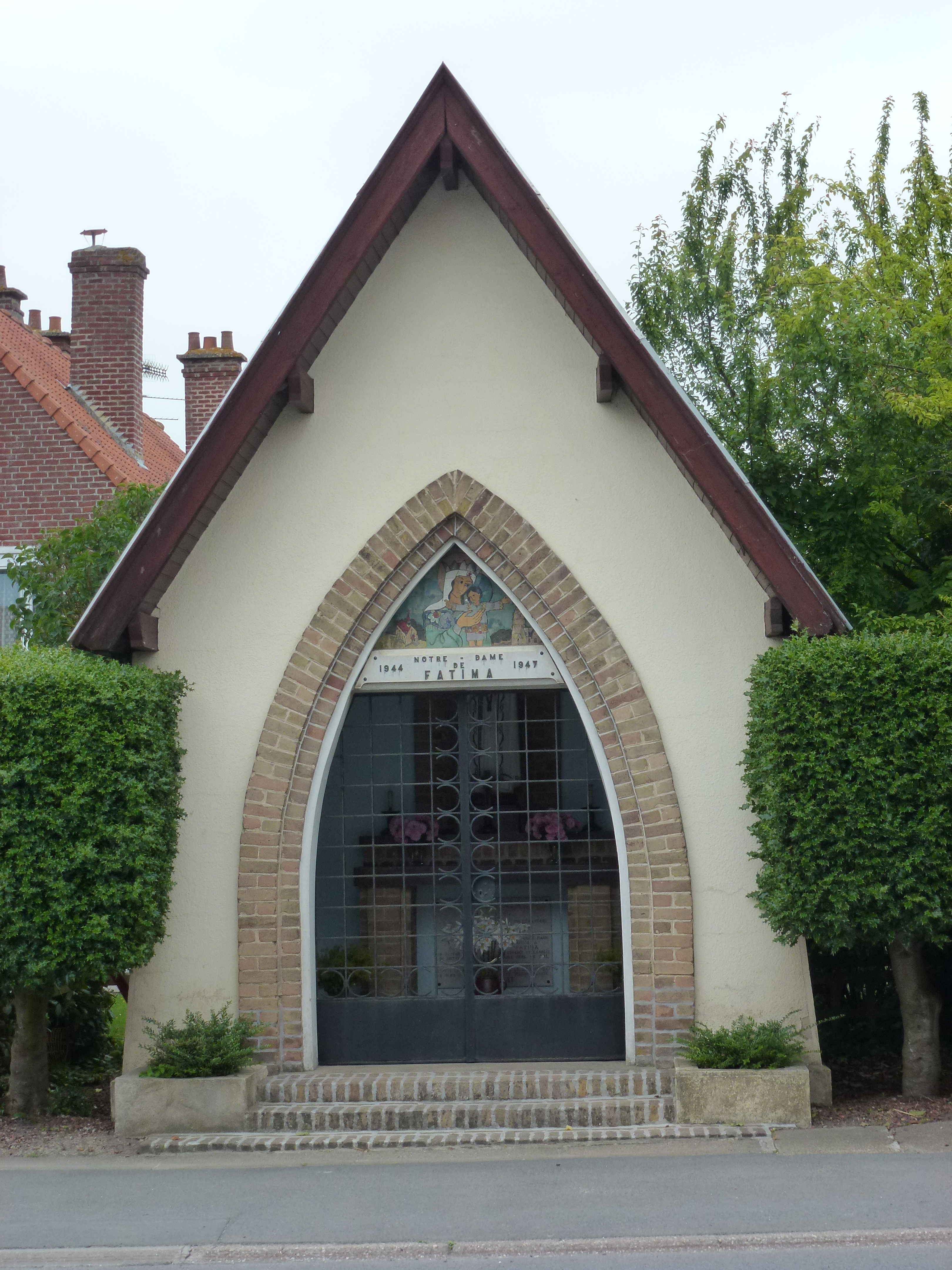
Kapelle Notre-Dame-de-Fatima
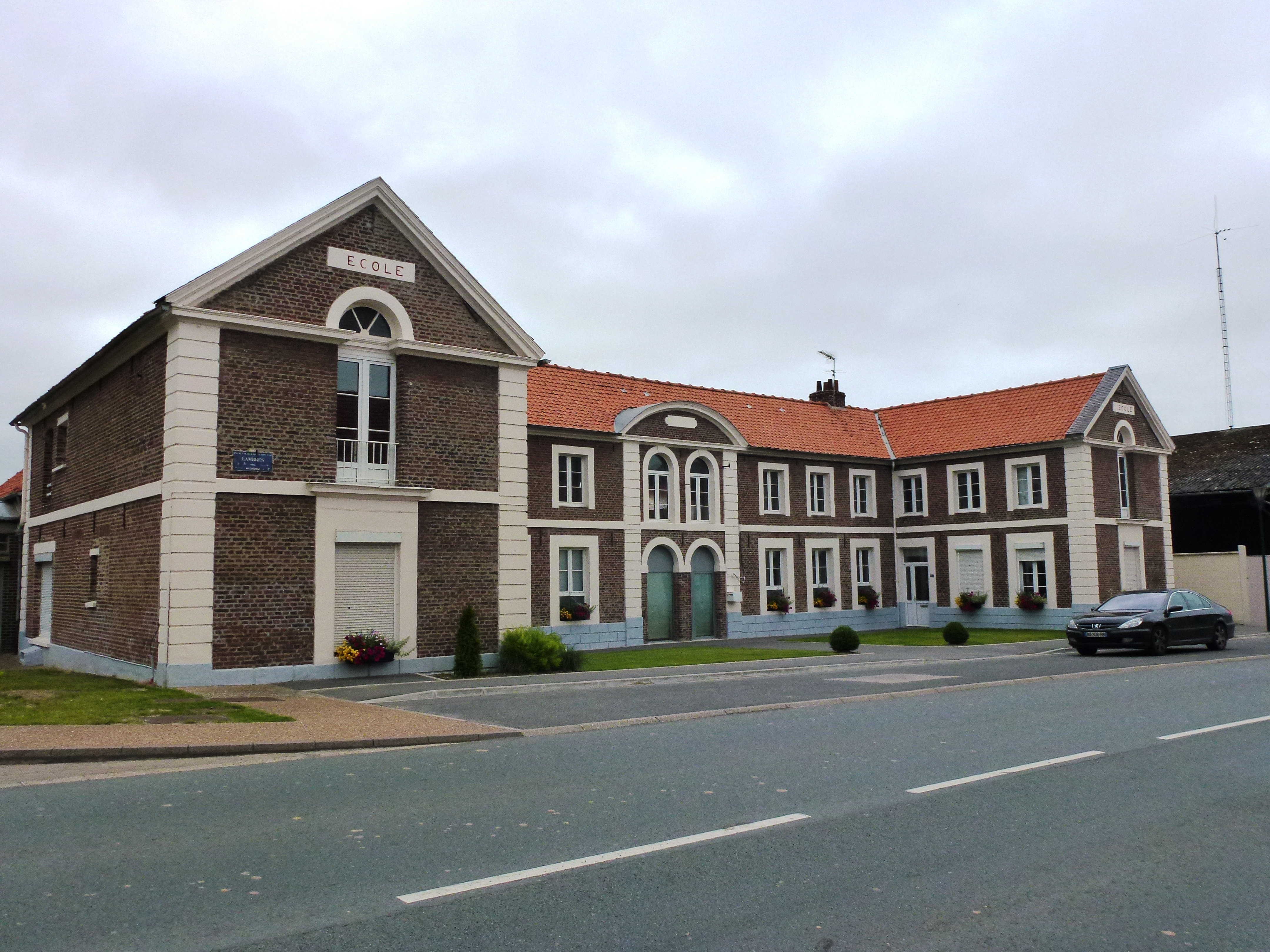
Schule
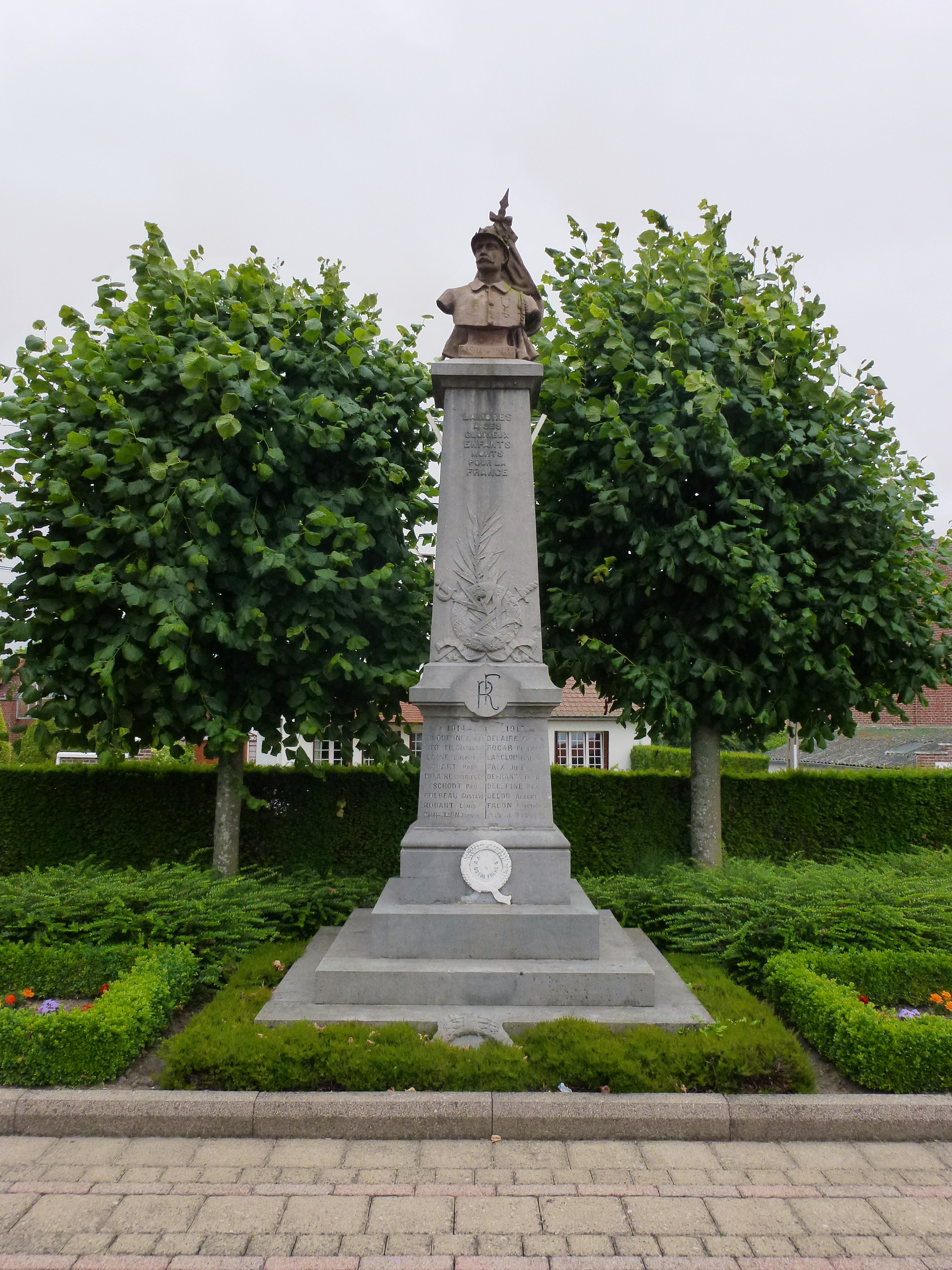
Gefallenendenkmal

## Wirtschaft
Ein bedeutender Erwerbszweig ist die Viehzucht.  In der Ortschaft gibt es einen Supermarkt und eine Bäckerei. Auf dem Gemeindegebiet gelten geschützte geographische Angaben (IGP) für Geflügel (Volailles de Licques).

## Belege
1. 1 2  Le village de Lambres. In: Annuaire-Mairie.fr. Abgerufen am 21. September 2012 (französisch).
2. ↑  Saint Gregory (Bishop of Tours), Lewis Thorpe: The history of the Franks. Neuauflage Auflage. Penguin Classics, London 1974, ISBN 0-14-044295-2, S. 248 (englisch, eingeschränkte Vorschau in der Google-Buchsuche).
3. ↑  Eintrag Nr. 62486 in der Base Palissy des französischen Kulturministeriums (französisch)
4. ↑  Eintrag Nr. 62486 in der Base Mérimée des französischen Kulturministeriums (französisch)